# Marien-Kreuz
Das Marien-Kreuz wurde am 10. Januar 1918 von Herzog Friedrich II. von Anhalt gestiftet und konnte an Frauen und Jungfrauen verliehen werden, die sich in der Pflege verwundeter und erkrankter Soldaten persönlich betätigt oder sonst auf dem Gebiet der Kriegsfürsorge andauernd in opferwilliger Weise verdient gemacht haben.
Ferner mussten die zu Beleihenden 
- in Anhalt ihren Wohnsitz haben oder
- in Anhalt geboren sein oder
- die anhaltische Staatsangehörigkeit besitzen.

Das Ordenszeichen ist ein aus Bronze gefertigtes versilbertes Kreuz mit oval runden Kreuzenden. Im oberen Kreuzarm ist eine Krone und im unteren die Jahreszahl 1918 zu sehen. Im Medaillon die verschlungenen Initialen M F (Maria Friedrich). Rückseitig das anhaltische Wappen.
Getragen wurde die Auszeichnung an einem dunkelgrünen Band mit weißen Seitenstreifen zur Damenschleife auf der linken Brust.